# Bella Vista (Chiapas)
Bella Vista é um município do estado de Chiapas, no México.